# 五結鄉利生醫院
24°40′03″N 121°49′22″E / 24.667620°N 121.822723°E
五結鄉利生醫院，是位於臺灣宜蘭縣五結鄉利澤村的醫院，被列為宜蘭縣文化資產，最初為輕便車站台。

## 建物
此建築物建於1920年。外觀為歐美建築的風格，內部樓板與屋頂是木構架，柱子不多，整棟建築物幾乎以牆面支撐。今址為利澤路66號。
原先用途為利澤簡輕便車站台，但因羅東火車站開通，該便車站停止使用。後來改成名為「利澤簡信用購買販賣利用組合」的事務所之用，之後為五結鄉農會，1973年由醫師林崑智買下，作為利生醫院的工作用地。該年，建物面對的冬山河因截彎取直，河道與利澤簡橋已不存。
2003年利生醫院結束營業，只剩林茂生的牙醫診所。2004年，利生醫院後方倉庫被拆除，美國籍人龐書樵得知後，搶救出許多清代、日治時代的文物、衣物和老照片等，日後捐給縣史館。2005年初，因部分建築物已顯老舊，宜蘭縣政府補助經費展開修復，但5月初的連續強震，讓整修中的利生醫院牆面及接縫受損更加嚴重，由建築師陳達方負責搶修。該年由縣府公告為縣定古蹟，為宜蘭縣第16座古蹟建築物。後來，《命中注定我愛你》劇組借此拍攝，作為女主角陳欣怡去墮胎的婦產科醫院。
2009年建物整修，改由利澤簡文教基金會經營，作為展覽館「利澤簡生命館」。劇場服裝設計家林璟如的作品在2015年就於此展出。

## 醫生
擁有此醫院的此家族是十九世紀從漳州渡海來臺。第一代醫生是林木溪，為臺灣總督府醫學校12期學生，擅長內科注射，在1914年創立利生醫院。他在1951年左右與林德旺等人發起籌建利澤簡廣惠宮。

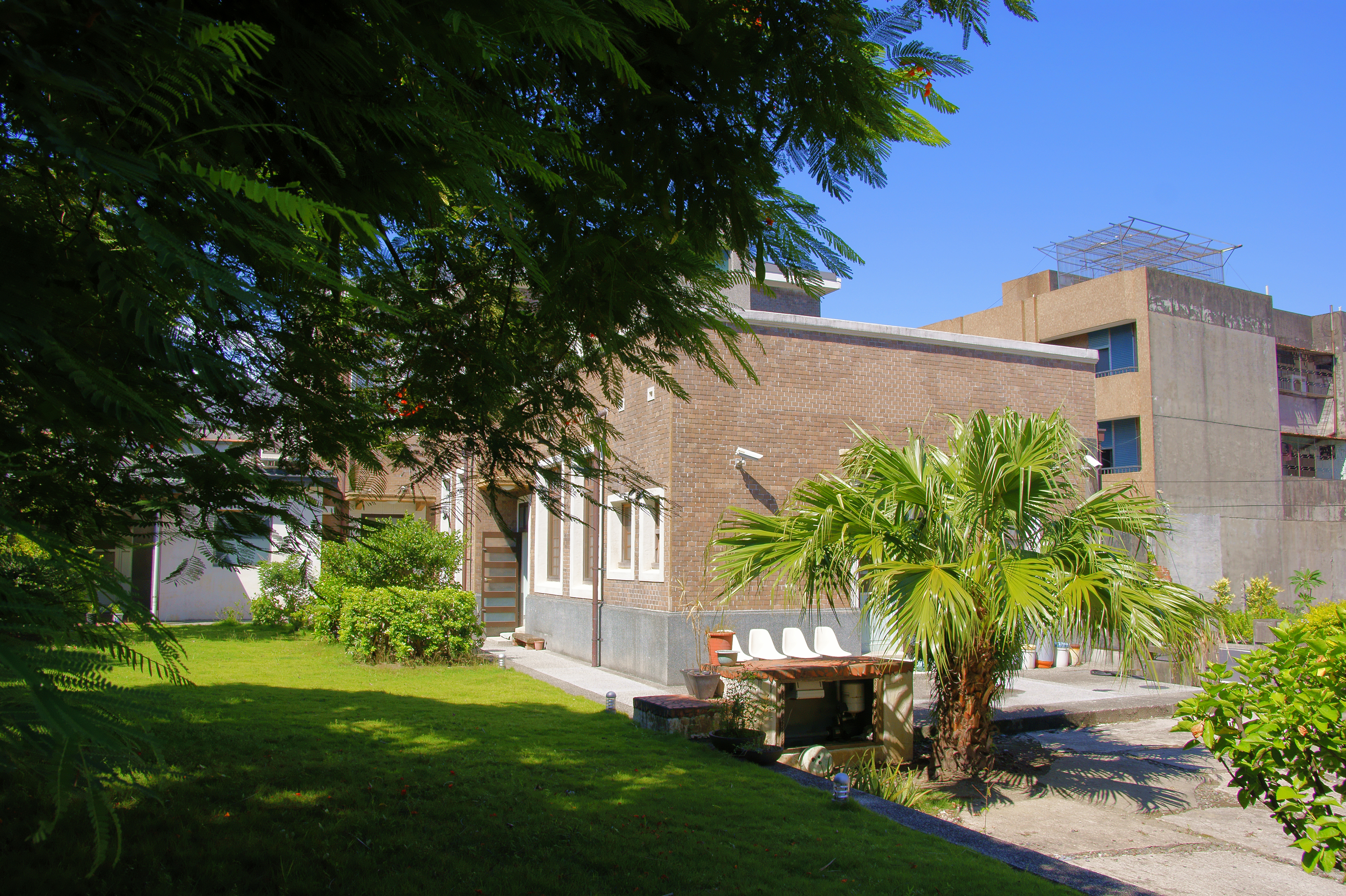
醫院後院

第二代為平壤醫學專門學校畢業的林崑智，曾任台灣戰後時期首任宜蘭醫院院長，於1946年接掌利生醫院，有「崑智仙」之稱。1956年，該醫院就拯救一名被砍六刀的賴姓受害者。1973年由他買下五結鄉農業會的原先建築，作為利生醫院的工作用地。醫生娘張素梅則作為助產工作，遇到家境清苦者不收錢，還會給產婦錢補身體。
第三代為在日本行醫的林茂筆、與在當地作牙醫的林茂長兄弟。林茂長曾以宜蘭縣牙醫師公會理事長身分，在2000年與其他醫生向中央健保局總經理賴美淑呼籲不可再調高健保費，建議由換卡時直接加收新卡六格的加成費用。